# Avondale House

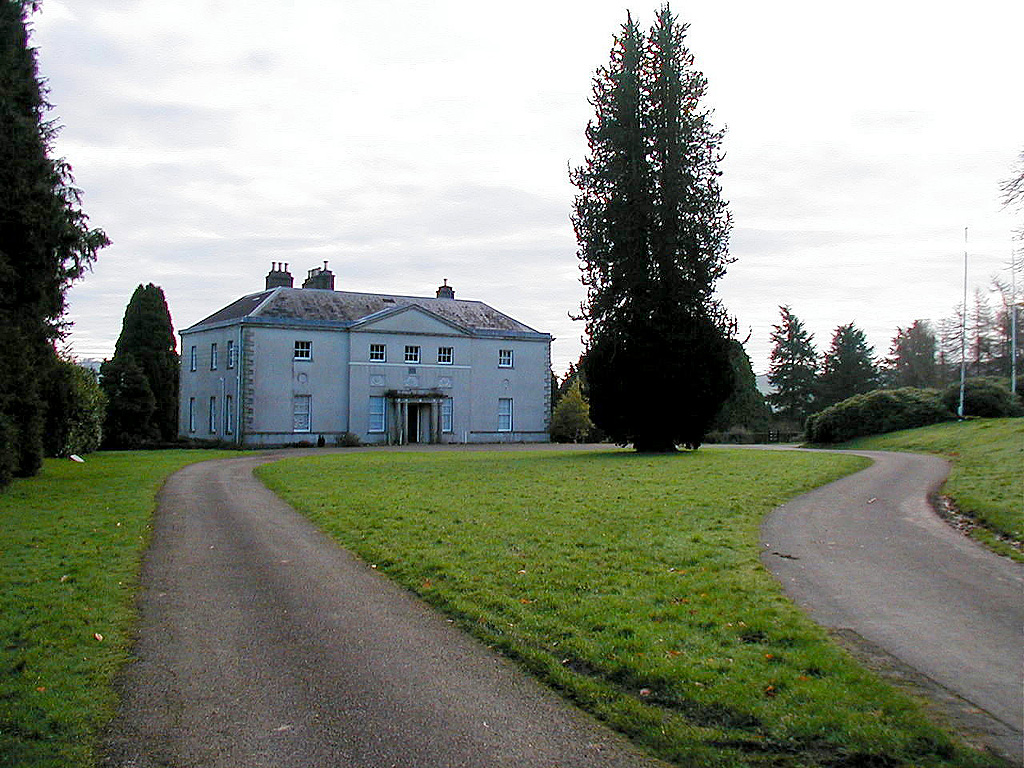
Avondale House met Japanse ceder

Avondale House is een landhuis in het Ierse graafschap Wicklow, even ten zuiden van Rathdrum. Het is de geboorteplaats van de 19e-eeuwse politicus en vrijheidsstrijder Charles Stewart Parnell.
Het georgian landhuis werd in 1711 gebouwd volgens plannen van James Wyatt. Het is nu eigendom van de staat, die er een museum heeft ingericht, gewijd aan Parnell en de strijd om de Home Rule. De American Room is gewijd aan admiraal Charles Stewart, Parnells Amerikaanse grootvader die tijdens de Oorlog van 1812 het bevel voerde over de USS Constitution.
In het landhuis is ook een opleidingsinstituut voor boswachters gevestigd. Het Avondale Forest Park is toegankelijk voor het publiek en bevat een arboretum, dat in de 18de eeuw werd aangelegd. De Avonmore stroomt over het landgoed.
Tot enkele jaren geleden stond er voor het huis een statige Japanse ceder. Hoewel de boom perfect gezond was en het hier een zeldzaam volgroeid exemplaar betrof, werd de boom geveld door een groepering die vond dat de boom het zicht op het landhuis ruïneerde.